# Straßenradsport-Weltmeisterschaften 1965
Die Straßenradsport-Weltmeisterschaften 1965 fanden vom 2. bis 5. September im spanischen Lasarte-Oria bei San Sebastián statt. Es waren die ersten Rad-Weltmeisterschaften in Spanien.

## Renngeschehen

### Berufsfahrer
Das Rennen der Profis am Sonntag, dem 5. September, litt unter nassem und kaltem Wetter. Die Akteure hatten einen 19,1 Kilometer langen Rundkurs in Lasarte zu befahren, der vierzehnmal durchfahren werden musste, sodass die Rennstrecke 267,4 Kilometer maß. Schon in der ersten Runde des Rennens, das „voller Kampf und Dramatik“ war, fiel eine erste Vorentscheidung: Eine 15-köpfige Gruppe preschte vor, aus der sich nach zwölf Runden wiederum zwei Fahrer, der Deutsche Rudi Altig und der Brite Tom Simpson, absetzten. Im Zielsprint wurde Altig von Simpson um vier Radlängen geschlagen, der damit erster britischer Straßen-Weltmeister wurde. Dritter wurde der Belgier Roger Swerts. Altigs zweiter Platz war bemerkenswert, da er sich erst wenige Monate zuvor bei der Vuelta a España das Schlüsselbein gebrochen hatte. Der Deutsche Karl-Heinz Kunde belegte Platz fünf hinter dem Niederländer Peter Post. Von 74 Startern kamen 56 ins Ziel, unter denen sich auch fünf weitere deutsche Fahrer befanden.
Die deutsche Zeitschrift Radsport berichtete zudem mit Empörung, das Training der italienischen sowie der spanischen Vierer-Mannschaften habe mit Hilfe von Funkgeräten und Megafon stattgefunden, was gegen die sportlichen Bestimmungen verstoßen hätte.

### Amateure
Am Sonnabend, den 4. September, starteten 142 Aktive aus 31 Ländern zur Straßen-Weltmeisterschaft der Amateure. Unter ihnen waren nach drei Jahren erstmals wieder Fahrer aus der DDR dabei. Die Akteure hatten bei windstillem, ab der fünften Runde regnerischem Wetter auf dem Rundkurs in Lasarte eine Strecke von 171,9 Kilometern zu bewältigen. Abgesehen von einigen vergeblichen Vorstößen blieb das Feld während der gesamten Fahrt zusammen. So kam es am Ziel zu einer Massenankunft, bei der der Dritte der französischen Meisterschaft Jacques Botherel allen anderen unwiderstehlich davonzog. Die beiden westdeutschen Fahrer Wilfried Peffgen und Burkhard Ebert erspurteten sich die Plätze sieben und acht, während es die sechs DDR-Fahrer versäumt hatten, sich rechtzeitig in eine günstige Position zu bringen. Für sie war der 17. Platz von Bernd Knispel die beste Notierung.
Bei trockenem Wetter hatten die Frauen, die noch vor den Amateur-Männern gestartet waren, eine Strecke von 51,95 Kilometern zurückzulegen. Es beteiligten sich 29 Fahrerinnen, die aus neun Ländern an den Start gingen. Nachdem sie in den ersten drei Runden ein ungewöhnlich schnelles Tempo von 35,2 km/h vorgelegt hatten, verlangsamte sich die Fahrt etwas, das Feld blieb aber bis zum Ende zusammen. Ausreißversuche der Belgierin Yvonne Reynders und der DDR-Fahrerin Gisela Graßmann wurden schnell vereitelt. Bei der Zielankunft des noch aus 25 Fahrerinnen bestehenden Feldes erwies sich Elisabeth Eichholz aus der DDR als schnellste Spurterin. In diesem Jahr berichtete der Radsport entgegen seinen Gepflogenheiten in den Jahren zuvor in einer kleinen Notiz über das WM-Rennen der Frauen.
Für das 100-km-Mannschaftszeitfahren war ein gesonderter Kurs abgesteckt worden, der von Lasarte aus 21 Kilometer nach Süden führte. Nach einer Kehrtwende fuhr man 16 Kilometer dieselbe Strecke zurück, um danach in einer 13 Kilometer langen Schleife nach Lasarte zurückzukehren. Die Strecke wurde zweimal durchfahren, und mit einem Durchschnittstempo von 42,7 km/h erwiesen sich die vier Fahrer aus Italien als die Schnellsten.

## Sportpolitik
Während des UCI-Kongresses vor Beginn der WM kam es zu Unstimmigkeiten, als die Vertreter des westdeutschen Bundes Deutscher Radfahrer (BDR) unter den Flaggen der teilnehmenden Länder auch eine „Spalterflagge“ ausmachten, wie damals in der Bundesrepublik die DDR-Fahne umgangssprachlich genannt wurde. Ihre sofortige Entfernung wurde mit Unterstützung der Deutschen Botschaft durchgesetzt, sie wurde durch eine „Tokio-Flagge“ ersetzt: schwarz-rot-gold mit den olympischen Ringen.
Zudem wurde bei diesem Kongress eine faktische Aufteilung der UCI in zwei Verbände beschlossen, in die FICA (Fédération Internationale de Cyclisme Amateur) und die FICP (Fédération Internationale de Cyclisme Professionelle). Damit kam man einer Forderung des IOC nach. Die UCI bestand praktisch nur noch als Dachverband weiter.

## Ergebnisse
| Platz | Athlet                   | Land | Zeit          |
| ----- | ------------------------ | ---- | ------------- |
| 1     | Tom Simpson              | GBR  | 6:39:19 h     |
| 2     | Rudi Altig               | GER  | gl. Zeit      |
| 3     | Roger Swerts             | BEL  | + 3:40        |
| 4     | Peter Post               | NED  | gl. Zeit      |
| 5     | Karl-Heinz Kunde         | GER  | gl. Zeit      |
| 6     | René Binggeli            | SUI  | + 3:50        |
| 7     | Arie den Hartog          | NED  | alle gl. Zeit |
| 8     | Franco Balmamion         | ITA  | alle gl. Zeit |
| 9     | Francisco Gabica         | ESP  | alle gl. Zeit |
| 10    | Jean Stablinski          | FRA  | + 4:58        |
| 11    | Antonio Gómez del Moral  | ESP  | + 6:06        |
| 12    | Bruno Mealli             | ITA  | gl. Zeit      |
| 13    | Sebastián Elorza         | ESP  | + 7:44        |
| 14    | Edward Sels              | BEL  | + 9:06        |
| 15    | Valentín Uriona          | ESP  | alle gl. Zeit |
| 16    | Italo Zilioli            | ITA  | alle gl. Zeit |
| 17    | Fernando Manzaneque      | ESP  | alle gl. Zeit |
| 18    | Bernard Van De Kerckhove | BEL  | alle gl. Zeit |
| 19    | Barry Hoban              | GBR  | + 9:55        |
| 20    | Walter Godefroot         | BEL  | + 12:56       |
| 21    | Hennes Junkermann        | GER  | alle gl. Zeit |
| 22    | Joseph Groussard         | FRA  | alle gl. Zeit |
| 23    | Willi Altig              | GER  | alle gl. Zeit |
| 24    | Winfried Bölke           | GER  | alle gl. Zeit |
| 25    | Joseph Huysmans          | BEL  | alle gl. Zeit |
| 0 …   |                          |      |               |
| 50    | Dieter Wiedemann         | GER  | + 16:00       |
| 52    | Peter Glemser            | GER  | gl. Zeit      |
| 0 …   |                          |      |               |

| Platz | Athlet               | Land | Zeit           |
| ----- | -------------------- | ---- | -------------- |
| 1     | Jacques Botherel     | FRA  | 4:12:52 h      |
| 2     | José Manuel Lasa     | ESP  | gl. Zeit       |
| 3     | Battista Monti       | ITA  | gl. Zeit       |
| 4     | Wim Schepers         | NED  | alle 4:12:52 h |
| 5     | Ole Ritter           | DEN  | alle 4:12:52 h |
| 6     | Alberto Breppe       | ARG  | alle 4:12:52 h |
| 7     | Wilfried Peffgen     | GER  | alle 4:12:52 h |
| 8     | Burkhard Ebert       | GER  | alle 4:12:52 h |
| 9     | Marian Kegel         | POL  | alle 4:12:52 h |
| 10    | Daniel Biolley       | SUI  | alle 4:12:52 h |
| 0 …   |                      |      | alle 4:12:52 h |
| 17    | Bernd Knispel        | GDR  | alle 4:12:52 h |
| 40    | Hans-Dieter Taufmann | GDR  | alle 4:12:52 h |
| 45    | Siegfried Huster     | GDR  | alle 4:12:52 h |
| 46    | Günter Lux           | GDR  | alle 4:12:52 h |
| 57    | Bernhard Eckstein    | GDR  | alle 4:12:52 h |
| 0 …   |                      |      | alle 4:12:52 h |
| 68    | Günter Liebold       | GDR  | alle 4:12:52 h |

| Platz | Athletin             | Land | Zeit           |
| ----- | -------------------- | ---- | -------------- |
| 1     | Elisabeth Eichholz   | GDR  | 1:31:04 h      |
| 2     | Yvonne Reynders      | BEL  | gl. Zeit       |
| 3     | Aino Puronen         | URS  | gl. Zeit       |
| 4     | Lily Clairen         | BEL  | alle 1:31:04 h |
| 5     | Lyli Herse           | FRA  | alle 1:31:04 h |
| 6     | Nadeshda Samoljotowa | URS  | alle 1:31:04 h |
| 7     | Ludmila Filina       | URS  | alle 1:31:04 h |
| 8     | Louisa Smits         | BEL  | alle 1:31:04 h |
| 9     | Elsy Jacobs          | LUX  | alle 1:31:04 h |
| 10    | Renée Vissac         | FRA  | alle 1:31:04 h |
| 0 …   |                      |      | alle 1:31:04 h |
| 16    | Gisela Graßmann      | GDR  | alle 1:31:04 h |
| 0 …   |                      |      | alle 1:31:04 h |

| Platz | Land       | Athleten                                                                    | Zeit      |
| ----- | ---------- | --------------------------------------------------------------------------- | --------- |
| 1     | Italien    | Pietro Guerra/Luciano Dalla Bona/ Mino Denti/Giuseppe Soldi                 | 2:22:03 h |
| 2     | Spanien    | Mariano Díaz/José Manuel López Rodríguez/ José Manuel Lasa/Domingo Perurena | 2:22:13 h |
| 3     | Frankreich | André Desvages/Gérard Swertvaeger/ Henri Heintz/Claude Lechatellier         | 2:24:06 h |